# Árendás József
Árendás József (Ímely, 1946. július 1. –) Munkácsy Mihály-díjas magyar grafikustervező, érdemes művész, akadémikus, nyugalmazott egyetemi tanár.

## Életpályája
1967-1972 között az Iparművészeti Főiskola hallgatója volt, mesterei Ernyei Sándor, Finta József, Gerzson Pál és Konecsni György voltak. 1989 után főleg filmplakátokat tervezett. 1981 óta színházi és kulturális plakátokat készített a zalaegerszegi Hevesi Sándor Színháznak, a Veszprémi Petőfi Színháznak, a József Attila Színháznak a Nemzeti Színháznak is. 1987-1992 között az Iparművészeti Főiskola mesterképzőjének tanára volt. 1991-ben Faragó Istvánnal Tandem néven stúdiót alapított. 2000-ben Vajk Éva segítségével megtervezték a millenniumi emlékzászlót. Még ebben az évben a Stég Grafikai Műhely tiszteletbeli tagja lett. 2005-ben megalapította barátaival a Magyar Plakát Társaságot, melynek 10 évig alelnöke volt. A PosterFest egyik szülőatyja. 2009 óta a Magyar Művészeti Akadémia  rendes tagja.
Főleg plakátokat, emblémákat, kiadványokat, de könyveket tervez.

## Kiállításai

### Önálló kiállításai
- Budapest (1979 Fészek Klub)
- Zalaegerszeg (1984 Hevesi Sándor Színház)
- Tata (1985 Várgaléria)
- Pécs (1988 Kisgaléria)
- Herson Ukrajna (1989 Városi Színház)
- Komárom (1990 Városi Kisgaléria)
- Zalaegerszeg (1991 középiskolai kollégium)
- Budapest (1992 Dorottya utcai kiállítóterem)
- Tata (2000 Eötvös József Gimnázium)
- Kiskunmajsa (2002 Konecsni György Ht. Múzeum)
- Tatabánya (2003 Kortárs Galéria)
- Nyergesújfalu (2003 Kernstock Galéria)
- Békéscsaba (2004 Biennélén)
- Pécs (2004 Gimnázium Galéria)
- Budapest (2005 Nemzeti Színház)
- Budapest (2006 Alexandra Könyvesház)
- Budapest (2006 Barabás-villa)
- Zalaegerszeg (2007 Színház Galéria)
- Budapest (2010 San Marco Galéria, Baráth Ferenccel)
- Baja (2012 Iskola Galéria)
- Tata (2012 Eötvös József Gimnázium)
- Arad „Plakátok” Orosz Istvánnal, Pócs Péterrel, (2013 Művészeti Múzeum)
- BaDuÁr „PlakátOK” Baráth Ferenccel, Ducki Krzysztoffal (2015 Józsefvárosi Galéria)
- Zalaegerszeg (2015 Városi Hangverseny- és Kiállítóterem, gyűjteményes)
- Budapest (2015 G12 Galéria „Plakátok a falon”)
- Budapest (2017 Hegyvidék Galéria, életműkiállítás)
  - Budapest (2017 G12 Galéria „a nagy október 100éve”, plakátok feketében, vörösben )
  - Oroszlány (2020 Kölcsey Ferenc Művelődési Központ)
  - Budapest (2021 A 75 + B 80 plakátkiállítás (+ Bakos Istvánnal, Vigadó Galéria)
  - Budapest (2024 G12 Galéria „csak rajzok” )

### Csoportos kiállításai
- „Az év plakátja” plakátkiállítás (1975–1988-ig minden évben: Magyar Nemzeti Galéria) Biennálék: Békéscsaba, Brno, Varsó, Lahti (1974–1992-ig rendszeresen)
- „100+1 éves a magyar plakát” Műcsarnok (1986: Budapest, 1988: Varsó, Berlin, Párizs ) Nemzetközi Plakát Triennálék: Toyama (1989), (Trnava, 1994)
- „Salon” (1986,1988: Párizs)
- „Magyarok”c. kiállítás (London, Barbican Centre, 1989)
- „Plakátok” nemzetközi meghívásos plakátkiállítás (1988–1996 évente, Pécs, Kecskemét, Budapest)
- „Il manifesto dell’est” lengyel–magyar– cseh plakátok (Torino, Róma, Marseille, 1990–1992)
- „DOPP és barátai” (Prága, 1990)
- „A változás jelei” (Magyar Nemzeti Galéria, 1991)
- „Ungarische Plakatkunst der Gegenwart” (Hamburg, 1995)
- „Political Posters in Estern Europe” 1945–1995 (Brno, 1999)
- „Plakát-Parnasszus” (Budapest, 1996, 1998, 2001), MGSE
- „Aranyrajzszög” kiállítás, (Budapest 2001-2011 évente)
- „Posters from Hungary” (Århus: Dánia 2001, Krakkó: 2002, Mexikóváros: Grafikai Biénnálé 2002, Varsó: Wilanowi Plakátmúzeum 2003), Magyar Plakát Társaság (MPT) alakuló kiállítás (Budapest, 2005), Gerzson Pál és tanítványai (Budapest, Gerbaud Galéria 2005), MPT József Attila Emlékkiállítás (Budapest, 2005), MPT Bartók Béla Emlékkiállítás (Budapest, 2006).
- „Veszélyes plakátok” (Budapest, Várszínház 2006), MPT
- „1956 plakátokon” (Budapest, Prága 2006, Varsó 2007), Kerti Károly tanítványai (Tata, Várgaléria 2007), MPT
- „Globális felmelegedés” (Parlament, EU Parlament Brüsszel, 2008), MPT
- „Hommaga á Mucha” (Budapest, Lengyel Intézet 2009), MPT
- „Égitestek földi testek” (Székesfehérvár 2009, Budapest 2010), MPT
- „Magyar Plakátok” (Varsó 2010, Magyar Kulturális Intézet)
- „Plakátok 2010” nemzetközi meghívásos plakátkiállítás  (MPT-Pécsi Galéria),
- Chopin, Liszt bicentenáriumi kiállítás (Budapest, Lengyel Intézet 2010), MPT
- „Hommaga á Csók István” (Székesfehérvár, 2011), MPT
- „Vizuális környezetszennyezés” (Nagykanizsa, 2011)
- „Visegrádi Karma” (Budapest, Bakelit Multi Art
- Center, Kassa (SK), Kielce (Pl), Plzen (Cz), Ljubljana (Slo), Trieste (I) 2013)
- „Plakátok Pécsről Rómába” (Pécsi Galéria, 2013)
- „Pizza all’ungherese” (Budapest, Olasz Intézet,
- 2013) „Plakátok a Fugában” (Budapest, FUGA club, 2013)
- „Manifesti Ungheresi” (Róma, Magyar Akadémia 2013)
- „Visegrádi Karma” (Athen (Gr), Brüsszel (B) 2014)
- „Ybl200” (Budapest, 2014)
- Plakátok a B32-ben (Budapest, 2015)
- Magyar Plakátok (Peking, Sanghai, Magyar Kultúra Háza, 2015)
- „1st Posterfest” (Budapest ELTE 2016)
- „1956 plakátokon” (Józsefvárosi Galéria 2016)
- „2st Posterfest” (Budapest Tesla 2018)
- 2018 Színház kívül-belül  Budapest, Pesti Vigadó
- 2018 Lélek Jelen Lét / MMA/ Peking, Magyar Kulturális Intézet
- 2019 Craft and Design Hungary  / MMA/ Tel-Aviv, Namal
- 2019, 2020, 2021 Elfolyó idő  / MMA/  Passau, Stuttgart, Berlin, Róma, Budapest, Pesti Vigadó
- 2020 Mert nem lehet feledni… Trianon 100 Budapest, Pesti Vigadó
- 2020 Bauhaus 100, Plakátkiállítás Budapest, Pesti Vigadó
- 2021 7x75 éves plakátosok Pécs, Zsolnay  negyed

## Díjai
- 1985 a „Legjobb ötlet” díja „Az év plakátja” kiállításon
- 1988 Fődíj „Az év plakátja” kiállításon
- 1988 DOPP díj, a Dopp csoport díja
- 1989 Az év legjobb ipari kiállítása”díj
- 1992 Munkácsy Mihály-díj Budapest
- 2002 Arany rajzszög MGSE életmű díja
- 2002 – „Fődíj” Békéscsabai grafikai Biennále
- 2011 Hungart alkotói díj
- 2019 Érdemes művész

## Kötetei
- Művek. Filmplakátok, színházi plakátok, logók, arculattervek, csomagolás...; magánkiadás, Bp., 2003
- ár&ás. Színházi plakátok, filmplakátok, plakátok / Theatre posters, movie posters, posters; szerk. Árendás József; ár&ás, Bp., 2007
- Ár & ás. Árendás József plakátvilága; MMA, Bp., 2021